# SLT 50 Elefant
SLT 50 Elefant je teški kamion i transporter tenkova u službi Njemačke vojske. Uz njemačku vojsku koristi ih i Poljska vojska od 2002. godine, nakon kupovine Leopard 2A4 tenkova.
Kako bi se zamijenili stari transporteri tenkova (prve generacije) i kako bi mogli prevoziti najnovija oklopna vozila (tada Leopard 1), Njemačka vojska je naručila od Faun kompanije razvoj novog kamiona za transport tenkova, a paralelno je i od Kruppa naručen razvoj pripadajuće poluprikolice. 
Rezultat je bio kamion SL50-2 i 52-tonska SaAnh poluprikolica. Ova kombinacija je testirana 1971. godine. Prvi proizvodi su dostavljeni vojsci u travnju 1976. godine. Napravljeno ih je do 1979. oko 324 u jednoj seriji. Kako bi mogao prevoziti i modernije i teže Leopard 2 tenkove, vozila su nadograđivana od 1994. na SLT 50-3 standard. Program modernizacije je bio završen 2000. godine, a očekuje se da vozila ostanu u službi do 2015. godine.

## Specifikacije

### SLT 50-2 kamion
8x8 kamion.
- dužina: 8,83 m
- širina: 3,07 m
- visina: n/a m
- težina: 22.800 kg

- pogon: Deutz MWM dizel TBD 234 V12.
- snaga: 734 KS
- transmisija: n/a

- brzina:  65 km/h
- domet: 600km

### 52-ton SaAnh (Sattelhänger)
52-tonska poluprikolica
- duljina: 13,1 / 7,8 m   (ukupno / tovarna prikolica)
- širina: 3,15 / 3,15 m   (ukupno / tovarna prikolica)
- visina: n/a
- težina: 16.200 kg (prazan)
- Max. težina: 52.000 kg